# Sioux Valley First Nation
Sioux Valley First Nation est une réserve amérindienne du Manitoba située dans l'ouest de la province et étant au sud-est de la municipalité rurale de Woodworth.
La population de la Sioux Valley First Nation s'élève à plus de 2400 personnes dont 1080 résident sur le territoire de la réserve. La superficie de la réserve est de 38,2 km².

## Référence
- (en) Cet article est partiellement ou en totalité issu de l’article de Wikipédia en anglais intitulé « Sioux Valley First Nation » (voir la liste des auteurs).